# Premio Amanda 1999
La XV edizione del premio cinematografico norvegese premio Amanda (Amanda Awards in inglese) si tenne nel 1999.

## Vincitori
- Miglior film - Solo le nuvole
- Miglior attore - Ingar Helge Gimle per Absolutt blåmandag
- Miglior attrice - Brit Elisabeth Haagensli per Absolutt blåmandag
- Miglior documentario - Dei mjuke hendene
- Miglior cortometraggio - Tann for Tann
- Miglior film nordico - Mifune - Dogma 3
- Miglior film straniero - Fucking Åmål
- Migliore realizzazione artistica - Toralv Maurstad
- Miglior serie TV - Offshore
- Premio onorario - Randall Meyers